# 擒牛赛

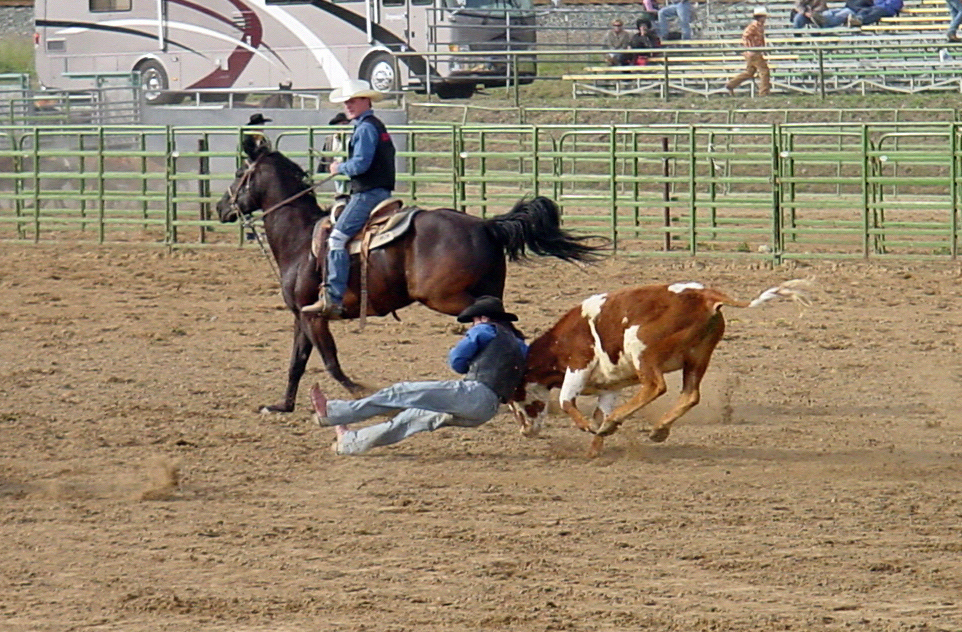
牛仔竞技表演中的擒牛赛

擒牛赛是一项牛仔竞技项目，其中骑手要骑在马上追逐公牛，然後从马背上跳到公牛身上，然后再抓住公牛的角并将其拉倒在地。这项活动对于牛仔来说受伤的风险很高。一些動物權利保护团体表示，比赛中可能存在動物權利的行为，但动物受伤率其實不到0.05%。 